# Bahnhöfe in Chicago

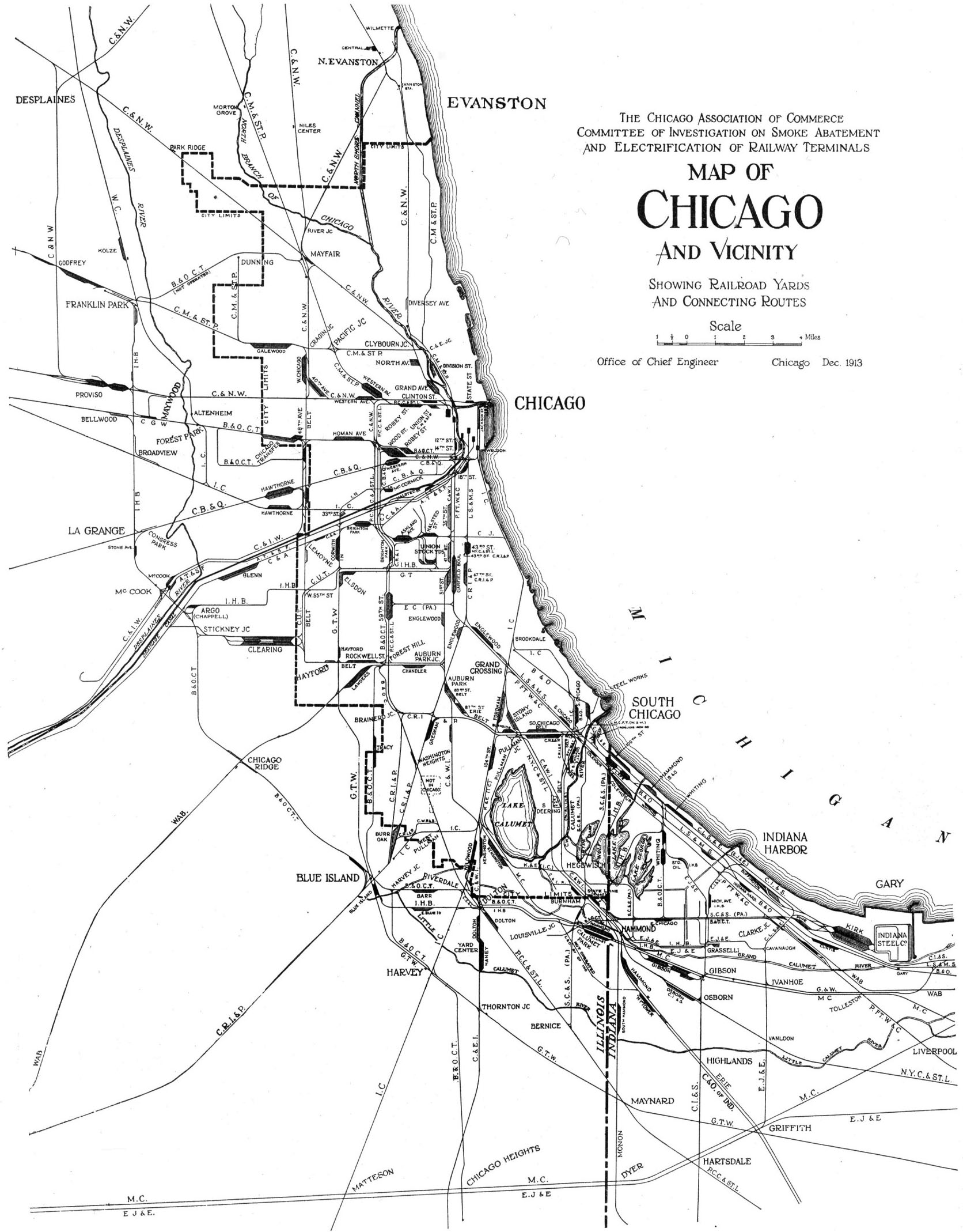
Streckennetz in Chicago um 1913

Chicago gilt als der größte Eisenbahnknotenpunkt der Welt. Zur Hochzeit des Personenverkehrs in der ersten Hälfte des 20. Jahrhunderts besaß die Stadt sechs Fernbahnhöfe. Einzig die Union Station überlebte in reduzierter Form und wird von Amtrak bedient. Auch ein Teil der dortigen Rangierbahnhöfe wurde stillgelegt. Neben den nachstehend aufgelisteten Fernpersonen- und Rangierbahnhöfen bestehen in Chicago noch zahlreiche Vorort-, Güter- und andere Bahnhöfe.

## Fernpersonenbahnhöfe
Diese Übersicht zeigt die Fernbahnhöfe in Chicago und die Gesellschaften, die sie anfuhren.

### In Betrieb
Union Station (1881 bis heute)
Amtrak 1971 bis heute
Penn Central 1968 bis 1971
Chicago, Burlington and Quincy Railroad, ab 1970 Burlington Northern Railroad 1881 bis 1971
Chicago, Milwaukee, St. Paul and Pacific Railroad 1881 bis 1971
Chicago and Evanston Railroad, ab 1888 Chicago, Milwaukee, St. Paul and Pacific Railroad 1885 bis 1888
Pittsburgh, Cincinnati, Chicago and St. Louis Railroad, ab 1921 (Pennsylvania Railroad) 1881 bis 1971
Pennsylvania Railroad (über Pittsburgh, Fort Wayne and Chicago Railroad) 1881 bis 1968
Chicago and Alton Railroad, ab 1947 Gulf, Mobile and Ohio Railroad 1881 bis 1971
LaSalle Street Station (1852 bis heute)
Heute nur noch Nahverkehr durch Metra.
New York Central Railroad (Michigan Central Railroad) 1957 bis 1968
Lake Shore and Michigan Southern Railway, ab 1915 (New York Central Railroad) 1869 bis 1900 und 1903 bis 1968
Chicago, Rock Island and Pacific Railroad 1852-1900 und 1903 bis 1971
New York, Chicago and St. Louis Railroad (Nickel Plate) 1882 bis 1964
Chicago and North Western Terminal (seit 1997 Ogilvie Transportation Center) (1911 bis heute)
Heute nur noch Nahverkehr durch Metra.
Chicago and North Western Railway 1911 bis 1971
Baltimore and Ohio Railroad 1969 bis 1971
Chesapeake and Ohio Railway 1969 bis 1971

### Stillgelegt

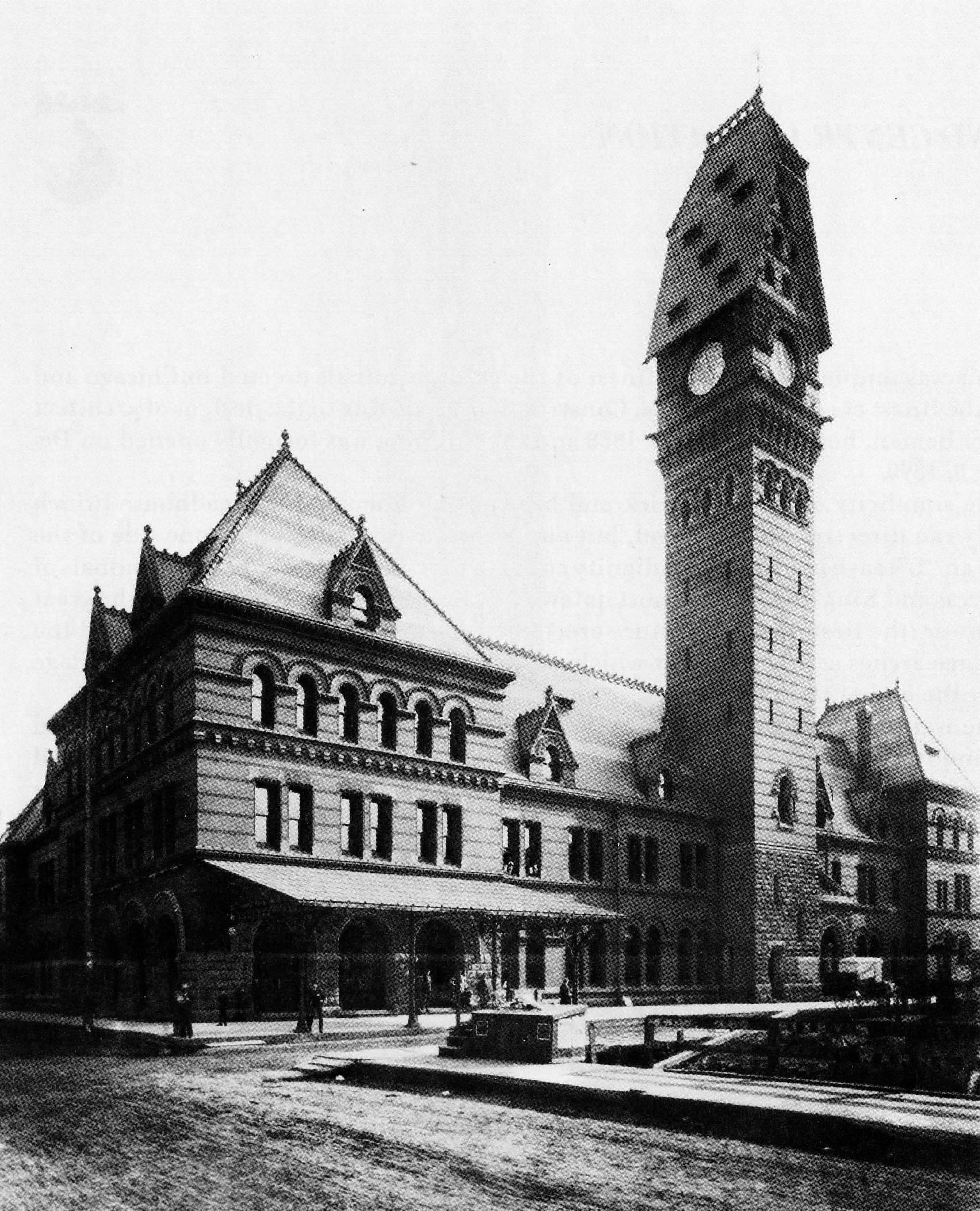
Dearborn Station

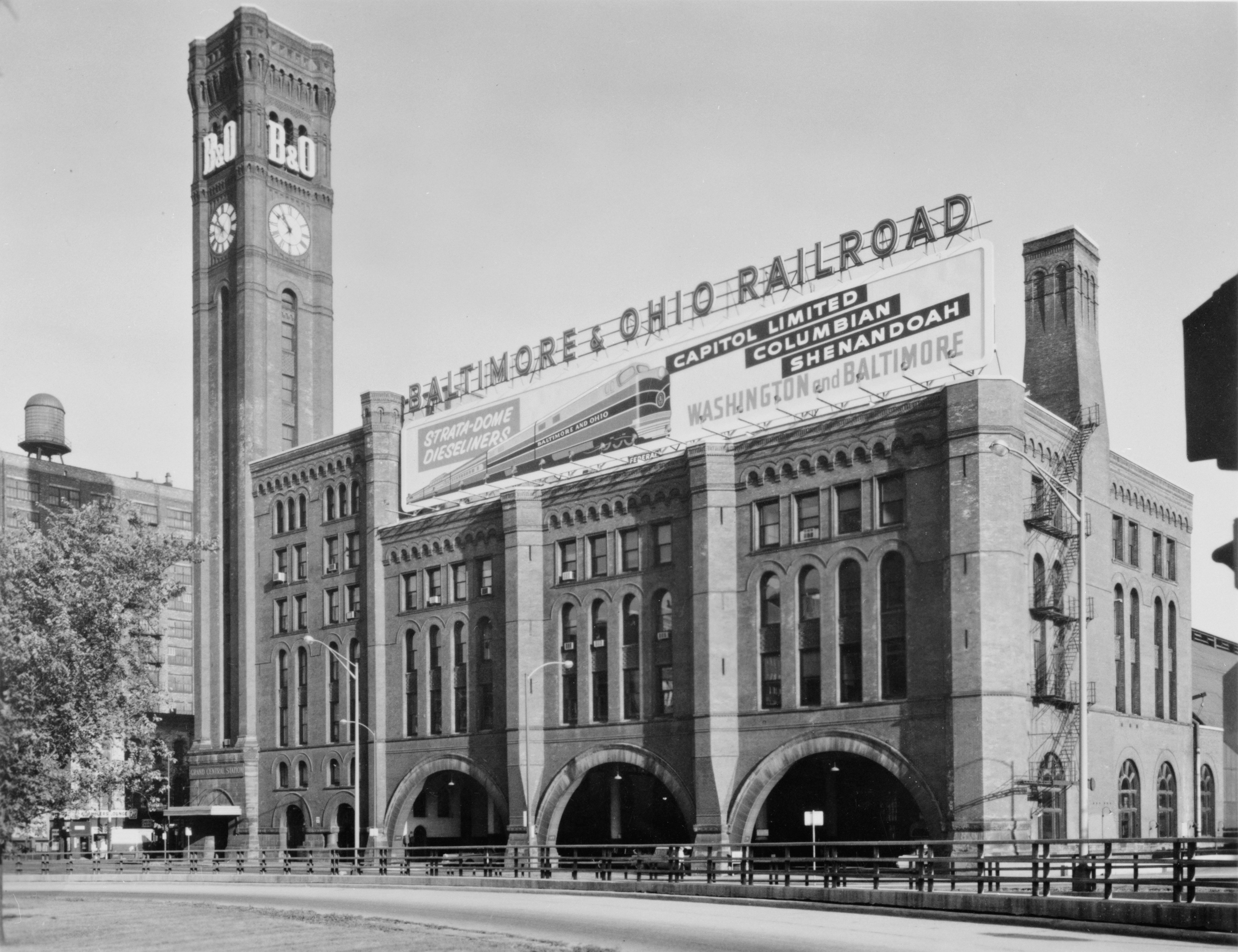
Grand Central Station

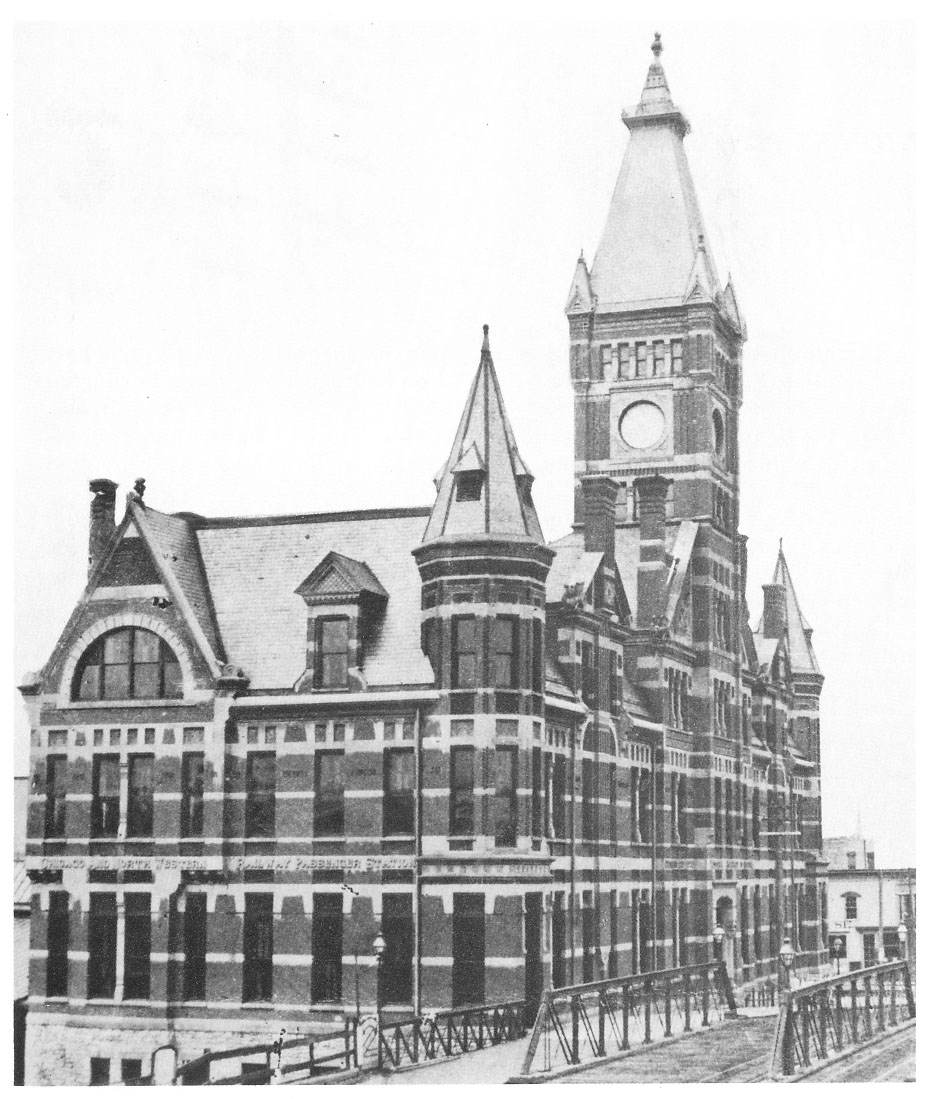
Wells Street Station

Central Depot (1852–1893), Central Station (1893 bis 1972, 1974 abgerissen)
Illinois Central Railroad 1852 bis 1971
Chicago, Cincinnati and Louisville Railroad, ab 1910 Chesapeake and Ohio Railway 1907 bis 1910, 1925 bis 1971
Cleveland, Cincinnati, Chicago and St. Louis Railway, ab 1930 New York Central Railroad 1893 bis 1971
Michigan Central Railroad, ab 1930 New York Central Railroad 1852 bis 1957
New York, Chicago and St. Louis Railroad (Nickel Plate) 1882 bis 1892
Baltimore and Ohio Railroad bis 1893
Minneapolis, St. Paul and Sault Ste. Marie Railway 1899 bis 1912, 1965 bis 1971
Chicago and West Michigan Railway, ab 1900 Pere Marquette Railway 1893 bis 1903
Chicago, Burlington and Quincy Railroad 1856 bis 1881
Chicago and Alton Railroad ? bis 1881
Galena and Chicago Union Railroad, ab 1865 (Chicago and North Western Railway) 1856 bis 1881
Dearborn Station (1885 bis 1971)
Chicago and Western Indiana Railroad 1885 bis 1964
Chicago and Eastern Illinois Railroad 1885 bis 1971
Chesapeake and Ohio Railway 1910 bis 1925
Chicago, Indianapolis and Louisville Railway 1885 bis 1971
Chicago and Erie Railroad, ab 1940 Erie Railroad, ab 1960 Erie-Lackawanna Railroad 1885 bis 1971
Grand Trunk Western Railroad 1885 bis 1971
Wabash Railroad 1885 – 1971
Atchison, Topeka and Santa Fe Railway ? bis 1971
Grand Central Station (1890 bis 1969, 1971 abgerissen)
Lake Shore and Michigan Southern Railway 1900 bis 1903
Chicago, Rock Island and Pacific Railroad 1900 bis 1903
Baltimore and Ohio Railroad 1893 bis 1969
Chicago Great Western Railway 1890 bis 1956
Minneapolis, St. Paul and Sault Ste. Marie Railway 1890 bis 1899 und 1912 bis 1965
Pere Marquette Railway, ab 1947 Chesapeake and Ohio Railway 1903 bis 1969
Wells Street Station (1881 bis 1911)
Chicago and North Western Railway 1881 bis 1911

### Sonstige

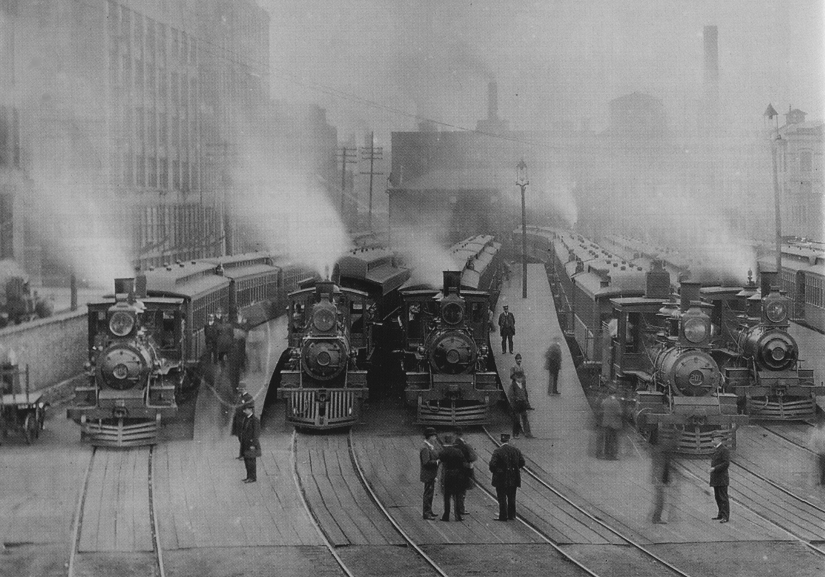
Randolph Street Station 1895

Randolph Street Terminal
Illinois Central Railroad 1893 bis 1971
Chicago South Shore and South Bend Railroad, seit 1989 als South Shore Line der NICTD 1912 bis heute
Hammond
Chicago, Cincinnati and Louisville Railroad, ab 1910 Chesapeake and Ohio Railway
Nickel Plate Depot
New York, Chicago and St. Louis Railroad 1892 bis 1897
Galena and Chicago Union Railroad Depot
Galena and Chicago Union Railroad, ab 1865 Chicago and North Western Railway 1848 bis 1856
Die Chicago, Terre Haute and Southeastern Railway, später Teil der Chicago, Milwaukee, St. Paul and Pacific Railroad, betrieb niemals Personenverkehr im Raum Chicago.

## Rangierbahnhöfe

### In Betrieb
Angegeben sind nach dem Namen jedes Bahnhofes die Anzahl der Richtungsgleise sowie die aktuelle Eisenbahngesellschaft.
- Clearing Yard (zweiseitig: 36 + 56; Belt Railway of Chicago)
- Blue Island Yard (im südlichen Vorort Riverdale, 44; Indiana Harbor Belt Railroad)
- Kirk Yard (außerhalb des Stadtgebietes Chicago bei Gary gelegen, jedoch Bestandteil des Eisenbahnknotens Chicago, 52; Canadian National Railway)

### Stillgelegt
Aufgeführt sind stillgelegte Rangierbahnhöfe, die wenigstens einen Ablaufberg besessen haben und heute noch zumeist in reduzierter Form als Güter- oder Containerbahnhöfe genutzt werden. Auf die Angabe der Eisenbahngesellschaft wird verzichtet, da die aktuelle Gesellschaft in der Regel nicht mehr mit der Betreibergesellschaft vor Stilllegung des Ablaufberges bzw. Rangierbahnhofes identisch ist.
- Markham Yard (war mit 64 und 45 Richtungsgleisen einer der größten Rangierbahnhöfe der Welt)
- Gibson Yard (außerhalb des Stadtgebietes Chicago im Bundesstaat Indiana gelegen, jedoch Bestandteil des Eisenbahnknotens Chicago)
- Corwith Yard (ehemals 32, heute Containerterminal)
- Clyde Yard (42, im westlichen Vorort Cicero)
- 59th Street Yard (42)
- 55th Street Yard
- Proviso Yard (66)
- Bensenville Yard (70)

Hinzu kamen weitere Rangierbahnhöfe mittlerer oder kleinerer Größe ohne Ablaufberg.